# Johann Robert Riss
Johann Robert Riss (ur. ok. 1921, zm. 10 października 2019) – niemiecki sierżant Wehrmachtu z czasów II wojny światowej skazany za udział w zbrodni wojennej na terenie Włoch (masakra cywilów w miejscowości Padule di Fucecchio w Toskanii). W 2015 roku został umieszczony na 4. miejscu listy najbardziej poszukiwanych zbrodniarzy nazistowskich Centrum Szymona Wiesenthala.
Po wojnie Riss osiadł w Kaufbeuren w Niemczech, w kraju związkowym Bawaria, w rejencji Szwabia, gdzie pracował w miejscowej firmie Olympia. W 2011 roku został zaocznie skazany razem z Ernstem Pistorem i Fritzem Jaussem przez Wojskowy Trybunał w Rzymie na karę dożywotniego pozbawienia wolności za udział w masakrze ok. 184 osób cywilnych, w tym 63 kobiet i 27 dzieci w dniu 23 sierpnia 1944 roku. W 2015 roku Riss znalazł się na 4 miejscu listy najbardziej poszukiwanych zbrodniarzy nazistowskich Centrum Szymona Wiesenthala.